# Tonbridge
Tonbridge è una città di 30 340 abitanti della contea del Kent, in Inghilterra.
Nella città si trova un castello in rovina, che data al XII secolo. È stato la proprietà della famiglia nobile Clare.
Notare che il suo nome ha la stessa pronuncia in inglese con la prima parte della città prossima di Tunbridge Wells; non confondere i due abitati.